# La direttrice
La direttrice (The Chair) è una serie televisiva statunitense ideata da Amanda Peet ed Annie Julia Wyman e prodotta da BLB e Nice work Ravelli per la piattaforma di streaming Netflix.

## Trama
La professoressa Ji-Yoon Kim è appena stata nominata direttrice del dipartimento di anglistica della Pembroke University. In quanto prima donna a svolgere l'incarico, Kim è particolarmente sensibile alle minoranze emarginate che l'università ha spesso ignorato nel corso della sua storia e prova a far ottenere una cattedra a una giovane e talentuosa collega afroamericana, Yazmin McKay. Oltre alla complicata gestione della facoltà universitaria, Kim deve anche destreggiarsi tra le difficoltà con la figlia adottiva e il travagliato rapporto con il collega Bill Dobson.

## Episodi
| Stagione       | Episodi | Prima TV originale | Prima TV Italia |
| -------------- | ------- | ------------------ | --------------- |
| Prima stagione | 6       | 2021               | 2021            |

## Personaggi e interpreti

### Personaggi principali
- Ji-Yoon Kim, interpretata da Sandra Oh, doppiata da Sabrina Duranti. Nuova direttrice del dipartimento di inglese della Pembroke University.
- Bill Dobson, interpretato da Jay Duplass, doppiato da Giorgio Borghetti. Professore della Pembroke University, recentemente vedovo.
- Elliot Rentz, interpretato da Bob Balaban, doppiato da Mino Caprio. Uno dei professori più pagati - ma meno popolari - della Pembroke University.
- Yazmin McKay, interpretata da Nana Mensah, doppiata da Gemma Donati. Giovane e brillante docente afroamericana.
- Ju-Hee "Ju Ju" Kim, interpretata da Everly Carganilla, interpretata da Sofia Fronzi. Figlia adottiva di Ji-Yoon Kim.
- Paul Larson, interpretato da David Morse, doppiata da Stefano Benassi. Preside della Pembroke University.
- Joan Hambling, interpretata da Holland Taylor, doppiata da Melina Martello. Una delle professoresse più pagate - ma meno popolari - della Pembroke University.

### Personaggi secondari
- Habi, interpretato da Ji Lee. Il padre della professoressa Kim.
- Professor McHale, interpretato da Ron Crawford. Uno dei professori più pagati - ma meno popolari - della Pembroke University.
- Dafna, interpretata da Ella Rubin. Studentessa.
- Lila, interpretata da Mallory Low. Dottoranda di Bill Dobson.
- Capri, interpretato da Jordan Tyson.
- Laurie, interpretata da Marcia Debonis. Assistente della direttrice del dipartimento.
- Informatico, interpretato da Bob Stephenson.
- Ronny, interpretato da Cliff Chamberlain.
- David Duchovny nel ruolo di sé stesso.

## Produzione

### Sviluppo
La direttrice è stato creato da Amanda Peet, che ha co-scritto la sceneggiatura di tre episodi ed è stata produttrice esecutiva del progetto insieme a David Benioff e D. B. Weiss.

### Riprese
Le riprese sono state effettuate tra il Washington & Jefferson College di Washington, Pennsylvania, e la Chatham University sita presso il quartiere Shadyside di Pittsburgh. Shadyside è stato inoltre utilizzato come luogo delle riprese per le scene della serie ambientate nella fittizia cittadina di Pembroke.

## Accoglienza
La direttrice è stato accolto positivamente dalla critica. Sull'aggregatore di recensioni Rotten Tomatoes ottiene l'81% di recensioni positive con un punteggio di 6.3 su 10 basato su 31 recensioni. Metacritic registra un punteggio di 72 su 100 basato su 30 recensioni.